# Anthony James Corcoran
Anthony James Corcoran SJ (* 19. April 1963 in Tucson, Arizona, USA) ist ein US-amerikanischer Ordensgeistlicher und römisch-katholischer Apostolischer Administrator von Kirgisistan.

## Leben
Anthony James Corcoran trat im August 1985 der Ordensgemeinschaft der Jesuiten bei. Corcoran wurde 1995 zum Diakon geweiht und empfing am 8. Juni 1996 das Sakrament der Priesterweihe.
Am 29. August 2017 ernannte ihn Papst Franziskus zum Apostolischen Administrator von Kirgisistan.